# Anne (toneelstuk)
Anne is een toneelstuk gebaseerd op het leven van Anne Frank geschreven door Leon de Winter en Jessica Durlacher. 
In het Theater Amsterdam werd het van 8 mei 2014 tot januari 2016 opgevoerd. Eind oktober 2015 hadden meer dan 300.000 bezoekers de voorstelling gezien. De productie was in handen van Robin de Levita. De hoofdrol werd in het eerste jaar vertolkt door Rosa da Silva. In mei 2015 nam haar understudy Sjoukje Hoogma de rol van Anne Frank over.

## Cast
- Anne Frank - Rosa da Silva (Tot 31 mei 2015) /  Sjoukje Hoogma

- Margot Frank - Chava voor in 't Holt

- Otto Frank - Genio de Groot / Paul R Kooij

- Edith Frank - Caya de Groot
- Hermann van Pels - Wim Bouwens
- Auguste van Pels - Debbie Korper
- Peter van Pels - Job Bovelander / Jason de Ridder
- Fritz Pfeffer - Christo van Klaveren
- Miep Gies - Eva Damen
- Jan Gies - Rob Das
- Hanneli - Eva Heijnen
- Hello - Huib Cluistra
- Silberbauer - Vastert van Aardenne
- Wilhelm van Maaren - Martin van Tulder
- Ober - Brian Verhagen
- Bep Voskuijl - Yardeen Roos
- Esther - Margo de Geest
- Piene - Lisa van Schagen